# Miklós Mitrovits

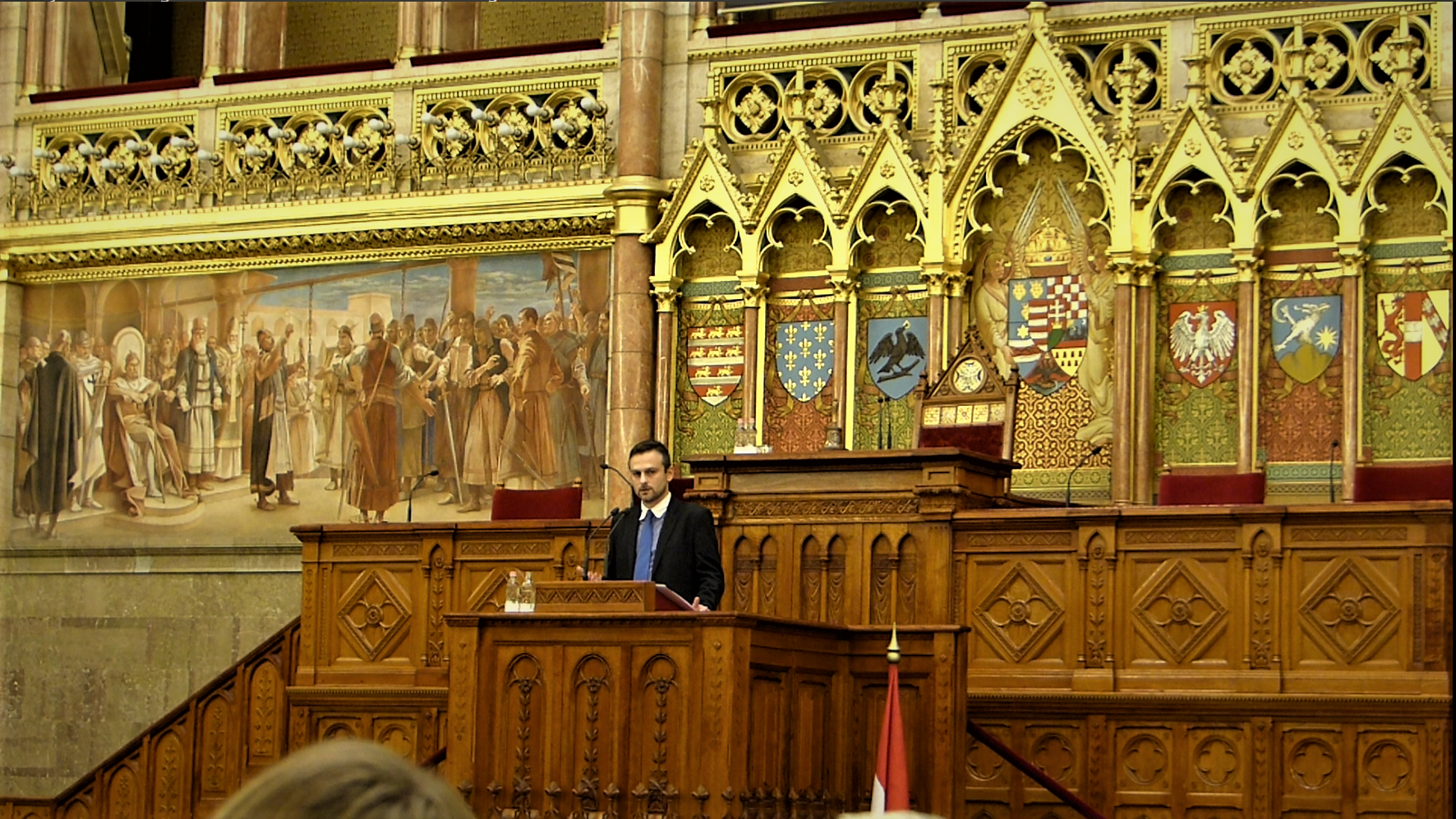
Miklós Mitrovits na konferencji „W cieniu Stalina – eksport modelu sowieckiego do Europy Środkowo-Wschodniej” w Izbie Wyższej Parlamentu Węgierskiego (24 listopada 2017)

Miklós Mitrovits (ur. 2 kwietnia 1978 w Peczu) – węgierski historyk, polonista, pracownik naukowy. Jest pracownikiem naukowym w Instytucie Historii Centrum Badań Humanistycznych Sieci Badawczej im. Eötvös Loránd oraz starszym pracownikiem naukowym w Instytucie Badań Europy Środkowej Narodowego Uniwersytetu Służby Publicznej w Budapeszcie.

## Życiorys
W 2004 roku ukończył studia historyczne na Uniwersytecie Loránda Eötvösa, a w 2008 studia polonistyczne na Katolickim Uniwersytecie Pétera Pázmánya.
Pracę doktorską obronił w 2009 roku. Jego rozprawa dotyczyła polityki radzieckiej wobec kryzysu polskiego (1980–1981). Praca została opublikowana pod tytułem „A remény hónapjai… A lengyel Szolidaritás és a szovjet politika (1980–1981) (Miesiące nadziei... Polska Solidarność a polityka sowiecka 1980–1981).

## Tłumaczenia
- 2016: Igor Janke: Erőd – A Harcoló Szolidaritás földalatti hadsereg története (Twierdza. Solidarność walcząca – podziemna armia)[8].
- 2018: Maria Zima: A magyar katonák és a varsói felkelés (Węgrzy wobec Powstania Warszawskiego)[9].
- 2023: Wacław Felczak: Europa Centralis. Válogatott tanulmányok. Bp. Gondolat Kiadó (6 artykułów)[10][11].

## Filmy
- 2010: „Wołam, ja, syn polskiej ziemi...” Solidarność Polska (z reżyserem Ernő Nagyem)[12].
- 2017: Niemy oddźwięk (z reżyserem Gáborem Tóthem)[13].
- 2019: Wraz z reżyserem Ernő Nagyem zrealizował około 20 edukacyjnych krótkich filmów historycznych w ramach projektu POLHUNATION[14].

## Inne
- W latach 2014–2015 moderator cyklu programowego „Lekcje historii o wolności” w Instytucie Polskim w Budapeszcie[15][16].
- Redaktor serii książek Bibliotheca Hungaro-Polonica[17].
- Kierownik projektu Polhunation (POlish-HUNgarian educATION project)[18].
- Członek Rady Redakcyjnej Roczniku „Polska 1944/45–1989. Studia i materiały” wydawana Instytut Historii PAN[19].
- Członek Redakcji czasopisma Central European Horizons[20].
- Sekretarz Wspólnego Komitetu Polsko-Węgierskiego ds. historii Węgierskiej Akademii Nauk[21].

## Nagrody, wyróżnienia
- 2014: Krzyż Kawalerski Orderu Zasługi Rzeczypospolitej Polskiej[22]
- 2023: Nagroda Honorowa im. Henryka Wereszyckiego i Wacława Felczaka[23]

## Publikacje
- (Red.) Polsko-węgierskie mosty przyjaźni. Biografie, Warszawa, IPN, 2024 (współredaktor: Krystyna Łubczyk)
- A szocializmus csapdájában. Politika, gazdaság, kultúra és sport a magyar–lengyel kapcsolatokban (1945–1990). Budapest, HUN-REN BTK TTI, 2023.
- Zakazane kontakty. Współpraca opozycji polskiej i węgierskiej 1976–1989 (przekład Szymon Brzeziński), Warszawa, IPN, 2022.
- Magyar labdarúgóedzők Lengyelországban 1921-1975. Budapest, Aposztróf Kiadó, 2022.
- (Red.) Lengyelkérdés Magyarországon az első világháborúban. Budapest, ELKH BTK TTI, 2022.
- (Red.) Magyarország külkapcsolatai (1945-1990). Budapest, ELKH BTK TTI, 2021. (współredaktorzy: Sándor Horváth i Gusztáv Kecskés D.)
- (Red.) „Állunk a határon kezünket nyújtjuk...” / „Stoimy na granicy wyciągamy ręce…”. Budapest-Warszawa, Országház Kiadó – Wydawnictwo Sejmowe, 2021 (współautor: Iván Gyurcsík)
- Tiltott kapcsolat. A magyar-lengyel ellenzéki kapcsolatok. Budapest, Jaffa Kiadó, 2020.
- Węgierskie pamiątki w Polsce. Budapest, Antall József Knowledge Centre, 2019. (współautor: István Kovács)
- Magyar zászló a Visztula felett. Magyar–lengyel kapcsolatok a magyar diplomácia szemével. Budapest, Országház Könyvkiadó, 2019. (współautorzy: Tibor Gerencsér i Marcin Grad)
- (Red.) Hídépítők. A magyar-lengyel kapcsolatok arcképcsarnoka. Budapest, Rézbong Kiadó, 2018.
- (Red.) Magyarok és lengyelek a 19. században [Egy 1944-ben betiltott könyv]. Budapest, MTA BTK TTI – Magyarországi Bem József Lengyel Kulturális Egyesület, 2018.
- (Red.) Sztálin árnyékában – A szovjet modell exportja Kelet-Közép-Európába (1944-1948). Budapest, Országház Könyvkiadó, 2018.
- (Red.) „A Szovjetunióval örök időkre és soha máshogy!”: Az 1956-os magyar forradalom csehszlovák dokumentumai. Budapest, MTA BTK TTI, 2018. (współautor: Péter Bencsik)
- Magyar emlékek Lengyelországban. Budapest, Antall József Tudásközpont, 2017. (współautor: István Kovács)
- Flaga węgierska nad Wisłą Z dziejów placówki dyplomatycznej Węgier w Warszawie. Warszawa, Most, 2017. (współautorzy: Tibor Gerencsér i Marcin Grad)
- (Red.) Lengyel, magyar „két jó barát”. A magyar-lengyel kapcsolatok dokumentumai, 1957-1987. Budapest, Napvilág Kiadó, 2014.
- Kérdések és válaszok a Kádár-korról. Budapest, Napvilág Kiadó, 2013. (współautorzy: István Feitl, Zoltán Ripp i Róbert Takács)
- A remény hónapjai… A lengyel Szolidaritás és a szovjet politika (1980-1981). Budapest, Napvilág Kiadó, 2010.
- (Red.) After Twenty Years – Reasons and Consequences of the Transformation in Central and Eastern Europe. Eds: Krisztián Csaplár-Degovics, Miklós Mitrovits, Csaba Zahorán. Berlin, OEZ Verlag, 2010.
- (Red.) Rendszerváltás és történelem. Tanulmányok a kelet-európai átalakulásról. Szerk.: Krausz Tamás, Mitrovits Miklós, Zahorán Csaba. Budapest, L’Harmattan Kiadó, 2009.
- (Red.) Kádár János és a 20. századi magyar történelem. Tanulmányok. Szerk.: Földes György, Mitrovits Miklós. Budapest, Napvilág Kiadó, 2012.

Źródło: Magyar Tudományos Művek Tára.